# Língua crioula indo-portuguesa de Damão e Diu

A língua crioula indo-portuguesa de Damão e Diu, também conhecida como língua crioula de Damão e Diu e, pelos seus falantes, como Língua da Casa (em Damão) ou Língua dos Velhos (em Diu), refere-se a algumas variantes do crioulo indo-português falado no território indiano de Dadrá e Nagar Aveli e Damão e Diu, na União da Índia. Essas variantes originaram-se do crioulo original falado pelos chamados 'norteiros', habitantes dos antigos enclaves portugueses da costa oeste da Índia. Dada a etnia dos norteiros, é provável que o substrato da língua crioula de Damão e Diu seja o gujarati, enquanto o estrato é o português. Ela faz parte de um conjunto de línguas crioulas indo-portuguesas, como crioulo da região de Bombaim, que é fruto da interação entre o português e a língua marati.

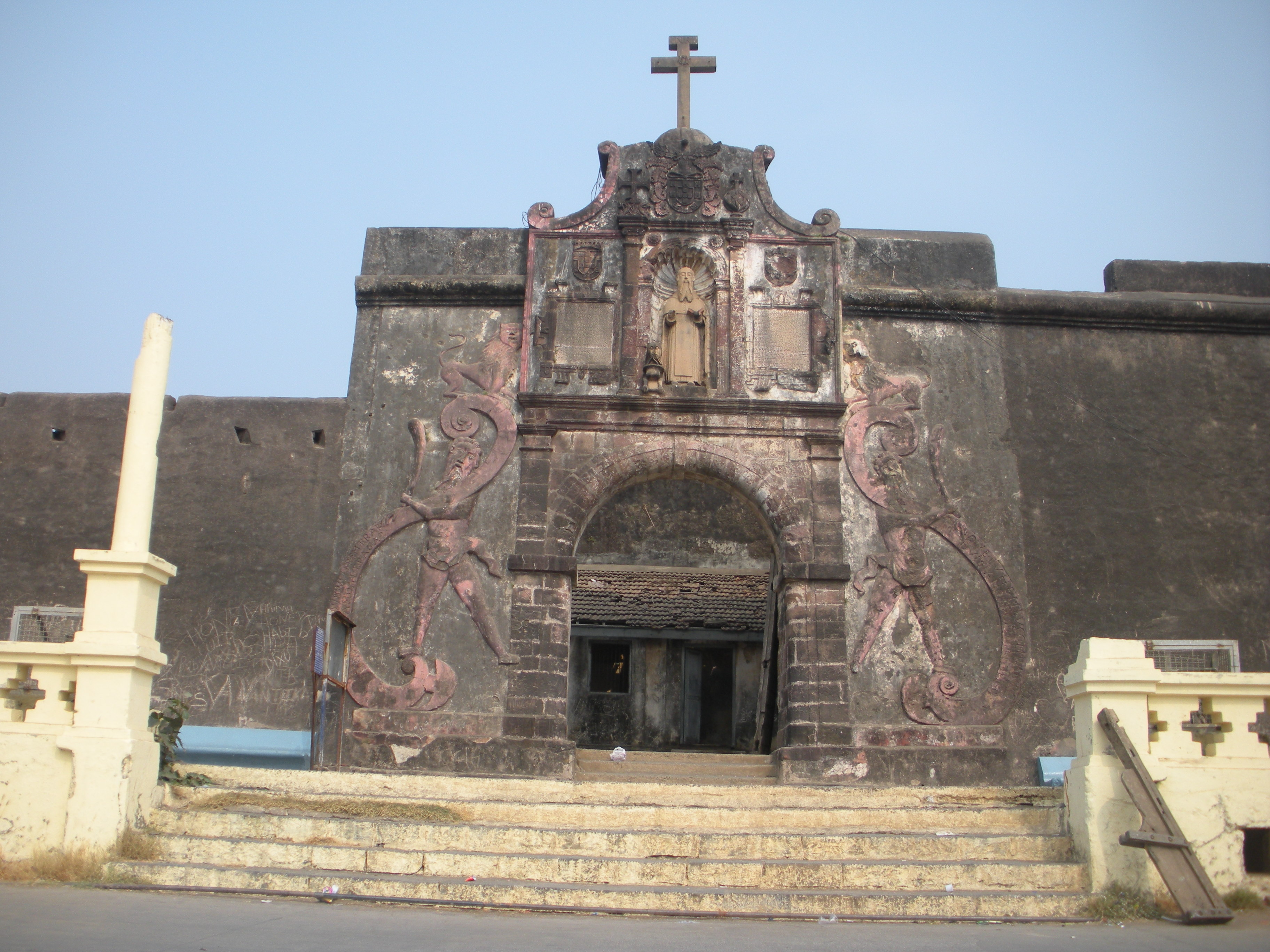
Entrada do Forte de São Jerônimo, Damão

As variantes de Damão e Diu, faladas predominantemente em regiões que pertencem ao estado indiano de Gujarate, participavam das mesmas dinâmicas políticas e sociais, e sofreram as mesmas influências do português, inglês e gujarati, as três línguas faladas oficialmente nesses territórios. Por isso, podem ser descritas como uma única língua, compreendida mutuamente por diversas comunidades e tendo sistemas de escrita muito semelhantes.
Antes da anexação do território pela Índia, o idioma passava por um processo de descrioulização, devido à padronização da Língua Portuguesa de Portugal no território de Goa. Apesar do idioma estar se extinguindo gradualmente, ainda existem cerca de 4.000 falantes do crioulo de Damão e 250 falantes do crioulo de Diu. Esse processo pode ser explicado pelo fato de que essas línguas eram amplamente faladas em pequenas comunidades durante o período colonial na Índia, porém recentemente, com a retirada da administração portuguesa na região, o uso institucional da língua foi substituído por outras línguas oficiais do Estado da índia.
Apesar de ter inúmeras semelhanças com o português, um traço bem marcante desse crioulo é a contração de diversos fonemas que ainda são usados no português, obedecendo aos princípios de brevidade e menor esforço. Essas transformações fonéticas podem acontecer no início, no meio ou no fim de palavras.

## Classificação

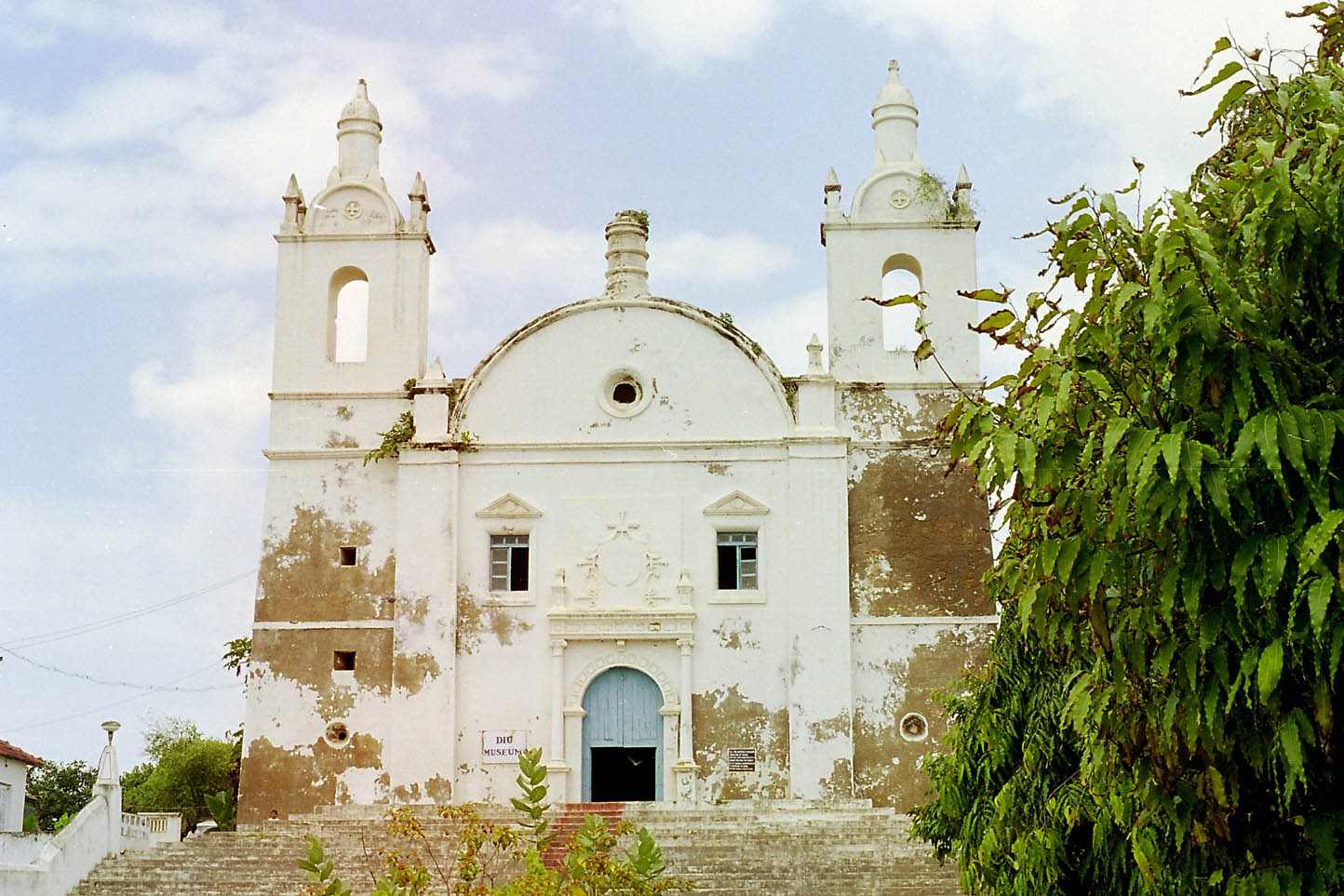
Igreja de São Tomás, Diu

A língua se classifica como crioula por ter sido formada durante o contato forçado de colonização de exploração de uma nação europeia sobre povos originários dos demais continentes. Nesse caso, eram os grupos dos indianos gujaratis que habitavam a região e os colonos portugueses. Esses grupos mantiveram um contato forçado por anos durante o período colonial português na Índia.
Seu estrato, o português, é uma das línguas da família românica, ou seja, das línguas derivadas do latim. A língua surgiu como variante meridional do antigo galego-português, consolidando-se durante o processo de Reconquista da Península Ibérica. O português falado nas regiões de Portugal e Galiza foi levado para as Índias durante a Era dos Descobrimentos. O português é falado por aproximadamente 270 milhões de falantes nativos e secundários, sendo considerada a sexta língua mais falada no mundo.
O substrato da língua, o gujarati, tem origem nas línguas arianas, subgrupo das indo-europeias. É a sexta língua mais falada na Índia, oficial apenas no estado de Gujarate e nos territórios de Dadra e Nagar Aveli e Damão e Diu. Por conta dos altos índices de migração indiana para a América do Norte e Europa, o gujarati é um idioma bem presentes nesses continentes. O gujarati é a sexta língua mais falada na Índia e a vigésima sexta mais falada no mundo, com 55,5 milhões de falantes nativos.

## História
Durante as Grandes Navegações, Portugal criou e estabeleceu diversas feitorias em cidades já existentes e ocupadas por diversos povos na Índia, como em Bombaim e Calicute. Todas essas regiões controladas por Portugal formavam a Índia Portuguesa, ou o Estado Português da Índia. No litoral noroeste, estavam as cidades de Damão e Diu, que foram enclaves litorâneos controlados pela Coroa Portuguesa desde a década de 1530.

Fortaleza portuguesa em Diu

Estima-se que o crioulo de Damão e Diu tenha começado a se formar na primeira metade do século XVI, porém só foi registrado em 1883, quando foi organizada uma expedição do filologista alemão Hugo Schuchardt, creditado como o fundador dos estudos de línguas crioulas. Schuchardt publicou um artigo de 16 páginas intitulado “Indo-Português de Diu” que, embora tivesse uma base de dados limitada, por muito tempo foi a única fonte fiável que descrevia a língua.
Durante quatro séculos e meio, no período da Índia Colônia, os territórios de Damão e Diu eram enclaves do Estado Português da índia, juntamente com Goa, Dadrá e Nagar-Aveli. Esses enclaves foram ocupados pela União Indiana em 19 de dezembro de 1961, porém Portugal só reconheceu a ocupação em 1974. Os territórios de Damão, Diu e Goa foram administrados pela União até 1987, quando Goa se tornou um estado dentro da índia e Damão e Diu foram reconhecidos como um território separado administrativamente.
No início do século XX, a língua crioula já era muito restringida, normalmente falada em pequenas comunidades e grupos familiares ou durante confissões em igrejas católicas, porém em situações sociais mais monitoradas, as pessoas davam preferência ao português e ao gujarati, sendo essa segunda geralmente aprendida durante a infância. Por conta dessa restrição, os norteiros normalmente se comunicavam nessas línguas apenas em pequenas comunidades ou grupos familiares. Até hoje o gujarati é o idioma predominante nessas regiões e estudos indicam que, em breve, prevalecerá sobre o crioulo, visto que outras línguas de origens parecidas já foram extintas, como o crioulo de Cochim. Por serem formados em regiões e grupos próximos étnica e socialmente, os crioulos indo-portugueses têm características comuns. Atualmente, essa língua crioula é falada por apenas alguns milhares de habitantes dessas regiões, principalmente entre as populações mais velhas.

## Fonologia
Por ser uma língua amplamente baseada no português, suas consoantes são essencialmente as mesmas, com exceção de [ɲ], representado por "nh" em português, que foi substituído pelo [ŋ] no crioulo de Damão e Diu, representado pela letra ŋ. Por fim, há o [ʒ], que no português pode servir de som para a letra g, mas não existe nesse crioulo. Em relação às vogais, a única mudança é a adição do schwa [ə], que não está presente na língua portuguesa.

### Consoantes
|                     | Bilabial | Labiovelar | Labiodental | Dental/ Alveolar | Palatal | Velar |
| ------------------- | -------- | ---------- | ----------- | ---------------- | ------- | ----- |
| Nasal               | m        |            |             | n                |         | ŋ     |
| Plosiva             | p b      |            |             | t d              |         | k g   |
| Fricativa           |          |            | f v         | s z              | ʃ       |       |
| Africada            |          |            |             | ʧ ʤ              |         |       |
| Vibrante            |          |            |             | r                |         |       |
| Aproximante         |          | w          |             |                  | j       |       |
| Aproximante lateral |          |            |             | l                |         |       |

### Vogais
As vogais fechadas, semifechadas e abertas podem ser nasalizadas. Na grafia do crioulo de Damão e Diu, isso é representado com um til sobre a vogal (ã, ẽ, ĩ, õ, ũ), semelhante ao que ocorre no português.
|             | Anterior | Central | Posterior |
| ----------- | -------- | ------- | --------- |
| Fechada     | i        |         | u         |
| Semifechada | e        |         | o         |
| Média       |          | ə       |           |
| Semiaberta  | ε        |         | ɔ         |
| Aberta      | a        |         |           |

### Fenômenos fonológicos
Os praticantes desse crioulo são conhecidos por contraírem diversos fonemas das palavras, tornando-as mais curtas quando comparadas às equivalentes em português. Por isso, as transformações fonológicas do português para o crioulo de Damão e Diu são muitas.
Dentre essas transformações, destacam-se os metaplasmos por supressão, especialmente as supressões de vogais. Isso pode ocorrer no início das palavras (aférese, como em acordar > korda), no meio (síncope, como em testemunho > testmuŋ) ou no fim (apócope, como em casa > kaz). Esse fenômeno ocorre também com a letra r no final dos verbos infinitivos.
Destacam-se também os os metaplasmos por transposição, que podem ocorrer palatalizando uma consoante, como em muito cedo > muxed, ou despalatalizando-a, como em sobrinho > subriŋ. Há também os metaplasmos por aumento, como em à noite > anot.

## Escrita
Por ser uma língua crioula falada por uma população pouco numerosa, a escrita da língua crioula de Damão e Diu não tem uma forma padronizada. Algumas formas escritas, normalmente utilizadas por comunidades pequenas de falantes mas com muitas variações, são baseadas somente na escrita portuguesa. Hugo Cardoso, no livro “O Indo-Português de Diu” (2009), propõe uma escrita padrão baseada no português e suplementada por letras do Alfabeto Fonético Internacional (IPA), de forma que cada letra corresponda estritamente a um fonema. Essa escrita é a mais utilizada no contexto acadêmico.
A escrita de algumas palavras pode mudar de acordo com a inicial da palavra que a sucede ou a última letra da palavra que a precede. Um exemplo é o pronome pessoal εl, que pode se tornar əl quando precedido por uma palavra que termina em -i.
Algumas palavras emprestadas do inglês, como courthouse e surprise, não seguem a mesma escrita do restante do idioma, sendo mantida a grafia original do inglês.

### Ortografia
Pela língua ser baseada no português, seu alfabeto é muito semelhante, apenas com as exceções que são feitas, a partir do IPA, para restringir a homografia. Algumas letras que podem representar dois fonemas no português representam apenas um neste alfabeto. As letras t, d, k, g, s, x, ch e j são adotadas exclusivamente para os fonemas /t/, /d/, /k/, /g/, /s/, /ʃ/, /ʧ/ e /ʤ/ respectivamente.
Além disso, utiliza-se as letras adicionais ε, ɔ, ə e ŋ, retiradas do IPA. Abaixo estão listadas as letras cujo uso é diferente daquele do português:
| Letra | Damão e Diu  | Português                           |
| ----- | ------------ | ----------------------------------- |
| ε     | ε em pεd     | é em médio ou e em raquete          |
| ɔ     | ɔ em nɔs     | ó em nó ou o em hora                |
| ə     | ə em dəpəy   | (não existe no português)           |
| k     | k em kabrit  | c em casa                           |
| ŋ     | ŋ em apiŋa   | (não existe no português)           |
| z     | z em zasey   | z em zebra ou s em casa             |
| x     | x em dex     | x em peixe ou ch em mecha           |
| ch    | ch em chumas | t em algumas variantes, como em tia |
| j     | j em janεl   | d em algumas variantes, como em dia |

## Gramática
As flexões do português são bastante reduzidas ou inexistentes neste crioulo. Os substantivos e verbos não têm flexões de gênero e número, elas são indicadas apenas pelos pronomes.

### Pronomes

#### Pronomes pessoais
Os pronomes pessoais do crioulo são os indicadores de número, logo os outros elementos da frase não são modificados. Essa regra pode ser exemplificada nas frases: “nɔs vay nə kazəmẽt də mĩ irmã” (nós vamos no casamento da minha irmã) e “yo vay nə kazəmẽt də mĩ irmã” (eu vou no casamento da minha irmã), onde os pronomes são as únicas palavras que sofrem flexão de número.
Os pronomes, de forma geral, não sofrem flexão de gênero, com exceção da terceira pessoa do singular, apresentando a forma masculina el e a feminina εl. Apesar disso, o pronome el pode ser utilizado, de forma mais ou menos comum de acordo com o falante, como substituto de εl e elz, funcionando em ambos os gêneros e números.
O único pronome pessoal que pode ser modificado no caso oblíquo é o de primeira pessoa do singular, yo (caso reto) e mi (caso oblíquo).
|           | Singular          | Plural |
| --------- | ----------------- | ------ |
| 1a pessoa | yo / mi (obl.)    | nɔs    |
| 2a pessoa | use               | usez   |
| 3a pessoa | el (m.) / εl (f.) | e(l)z  |

#### Pronomes possessivos
Quanto aos pronomes possessivos, apenas os de primeira pessoa mantiveram a forma românica tradicional do português. Os demais, "teu/tua" e "seu/sua" foram substituídos respectivamente pelas contrações "de você(s)" e "dele/a(s)".
|           | Singular            | Plural |
| --------- | ------------------- | ------ |
| 1a pessoa | mĩ                  | nɔs    |
| 2a pessoa | duse                | dusez  |
| 3a pessoa | del (m.) / dεl (f.) | de(l)z |

### Substantivos

#### Flexões
Em relação às flexões, os substantivos podem variar muito no crioulo de Damão e Diu, já que não ocorre a separação de substantivos contáveis e incontáveis, palavras de valor semântico parecido podem ter ou não flexão de número. As palavras flexionáveis apresentam a adição do sufixo -s no final da palavra, semelhante ao que ocorre no português. No entanto, há modificadores comuns que podem ser utilizados em todos os casos, como bastãt (muitos) e aŋũ (alguns). Números também podem ser utilizados como indicadores de quantidade, como em “kwɔt adiw” (quatro raposas) ou “sey chumas” (seis travesseiros).
Do mesmo modo que ocorre no português, o sufixo -iŋ (-inho) pode ser utilizado para indicar diminutivo, como em ratiŋ (ratinho).
Via de regra, o gênero não é marcado nos substantivos, e o uso de artigos é arbitrário e pouco usual. Quando é necessário deixar claro o gênero da palavra, pode-se usar max para o masculino e fem para o feminino, como em “doy bufəl fem” (duas búfalas).

#### Reduplicação do substantivo
A reduplicação de um nome ocorre quando há necessidade de enfatizar o substantivo na frase. Diferente de outros crioulos próximos ao de Damão e Diu, essa reduplicação não serve para marcar o plural. A palavra duplicada não sofre alteração fonológica, como parent-parent, a duplicação da palavra parent.
Uma outra função para a reduplicação de um substantivo pode ser para indicar plural apenas em frases que indicam posse, como em “es tud rəkri tud ε də moyr-moyr”, que pode ser traduzido como “toda essa comida pertence aos vários muçulmanos”. Nesse caso, a reduplicação indica plural.

### Verbos
Os verbos são flexionados de acordo com o tempo verbal, mas nunca de acordo com pessoa, número e gênero. Esses três últimos são indicados na frase com o auxílio de outros elementos, mas nunca pela conjugação verbal. Existem apenas dois tempos verbais, passado e não-passado, já que o presente e o futuro são sempre conjugados da mesma maneira. Além disso, há duas formas não-finitas: infinitivo e particípio. Os modos e aspectos verbais são indicados a partir de auxiliares, logo não flexionam os verbos.
A maior parte dos verbos podem ser separados em diferentes grupos, de acordo com sua vogal temática, conforme mostrado na tabela abaixo. Os verbos que não se encaixam nesse agrupamento são chamados de irregulares. Como exemplo, a tabela mostra os verbos para (parar), sabe (saber), uvi (ouvir) e vay (ir).
| Vogal temática (VT) | Infinitivo       | Não-passado                 | Passado               | Particípio            |
| ------------------- | ---------------- | --------------------------- | --------------------- | --------------------- |
| a                   | raiz + VT (para) | raiz (par)                  | raiz + o (paro)       | raiz + VT + d (parad) |
| e                   | raiz + VT (sabe) | raiz (sab)                  | raiz + VT + w (sabew) | raiz + i + d (sabid)  |
| i                   | raiz + VT (uvi)  | raiz com transf. vogal (ov) | raiz + VT + w (uviw)  | raiz + i + d (uvid)   |
| verbo vay           | vay (ir)         | vay                         | foy                   | id                    |

#### Tempo, aspecto e modo verbal
Algumas formas verbais são expressas por locuções verbais com modalizadores, como kere (querer). Outros, como o a (indicador de futuro), não são caracterizados como verbos.
De forma geral, as frases no passado indicam pretérito perfeito. Para a indicação de pretérito imperfeito, são utilizados os marcadores tə e tiŋ, seguido do verbo no infinitivo. Por exemplo: peacock vuo (“a barata voou”) vs. peacock tiŋ vua ("a barata voava").

#### Reduplicação do verbo
Mesmo que não seja muito comum, a reduplicação do verbo pode ser usada para intensificar a ação. Logo, a frase “si yo a bebe-bebe tə durmi” pode ser lida como “se eu beber muito, eu acabarei dormindo”.

#### Verbos compostos
Auxiliar te 
Como já dito anteriormente, os marcadores tə e tiŋ podem ser utilizados para indicar pretérito imperfeito. Eles são conjugações do verbo irregular te (ter), sendo que tə indica não-passado e tiŋ indica passado. Além do uso já citado, eles aparecem como auxiliares de verbos infinitivos e particípios.
Em quaisquer casos, eles indicarão imperfeição ou continuidade, podendo substituir o gerúndio do português. Por exemplo, a frase “yo gio saykəl” é traduzida como “eu andei de bicicleta", mas “yo tiŋ gia saykəl” pode ser traduzida tanto como “eu andava de bicicleta” como “eu estava andando de bicicleta”.
O auxiliar tə exerce a mesma função para sentenças que não estão no passado, marcando o aspecto imperfeito ou contínuo. Por exemplo, a frase “el tə fala mĩtir” pode ser traduzida como “ele está mentindo”.
Outra forma do verbo forma a expressão “ti ki” (literalmente, ‘tem que’), que funciona como modalizador de obrigação. Por exemplo, a frase “nɔ ti ki vay iskɔl i dəpəy pəd brika”, traduzido como “nós temos que ir à escola e depois podemos brincar”.
Auxiliares a e vidi 
Os auxiliares a(d) (normalmente escritos como a ou ad, mas também como adə ou ədə) se originaram a partir da conjugação do verbo 'haver' para o futuro, como ocorre na frase "ele há de querer que fiquemos juntos". Ao contrário dos auxiliares te, não apresentam derivação verbal dentro da própria língua, já que a palavra a sozinha não exprime nenhuma ação.
Os auxiliares a, ad e seus derivados indicam futuro simples, futuro hipotético e sentenças condicionais. Exemplos:
1. yo a sai primer ki də duse (eu vou sair antes de você)
2. el nə ad pude gia, el a kai vay (ele não conseguiria pilotar, ele cairia)
3. officer si fika saben nã ad gosta (se o policial ficar sabendo, ele não vai gostar)

O auxiliar vidi indica futuro do pretérito. Por exemplo, a frase “elz vidi faze kaz si delz jũt tiŋ diŋer”, que pode ser traduzida como “eles teriam feito uma casa se eles tivessem dinheiro”.
Auxiliares pude e kere 
De maneira similar aos auxiliares te, o auxiliar pude (poder) assume as formas pɔd (não-passado) e pudiŋ (passado). Eles podem indicar possibilidade, habilidade física e permissão. Esses auxiliares sempre precedem o verbo modificado.
Da mesma forma, o auxiliar kere assume as formas kεr (não passado) e keriw (passado). Eles normalmente indicam desejo, porém também podem ser usados, mais raramente, para a substituição da construção ti ki, funcionando como modalizador de obrigação e sendo utilizado em sua forma infinitiva kere.
Exemplos:
1. es nã pɔd da kume pə tud jẽt də fɔr, ε kar (ninguém pode dar comida para todas as pessoas de fora, isso é caro)
2. dəpəy el keriw ag (depois ele queria água)
3. use kere ãda (você deve andar)[2]

## Vocabulário

### Numeração cardinal
| Número | Escrita em Português | Escrita em Damão e Diu |
| ------ | -------------------- | ---------------------- |
| 1      | um                   | ũ                      |
| 2      | dois                 | doy                    |
| 3      | três                 | trey                   |
| 4      | quatro               | kwɔt                   |
| 5      | cinco                | sĩk                    |
| 6      | seis                 | sey                    |
| 7      | sete                 | sεt                    |
| 8      | oito                 | oyt                    |
| 9      | nove                 | nɔv                    |
| 10     | dez                  | dez                    |
| 11     | onze                 | õz                     |
| 12     | doze                 | doz                    |
| 13     | treze                | trez                   |
| 14     | catorze              | katɔrz                 |
| 15     | quinze               | kĩz                    |
| 16     | dezesseis            | zasey                  |
| 17     | dezessete            | zasεt                  |
| 18     | dezoito              | zoyt                   |
| 19     | dezenove             | zanɔv                  |
| 20     | vinte                | vĩt                    |
| 30     | trinta               | trĩt                   |
| 40     | quarenta             | kwɔrẽt                 |
| 50     | cinquenta            | sikwẽt                 |
| 60     | sessenta             | sεsẽt                  |
| 70     | setenta              | sεtẽt                  |
| 80     | oitenta              | oytẽt                  |
| 90     | noventa              | novẽt                  |
| 100    | cem                  | sẽ                     |
| 200    | duzentos             | duzẽt                  |
| 300    | trezentos            | trey sẽt               |
| 400    | quatrocentos         | kwɔt sẽt               |
| 500    | quinhentos           | kiŋẽt                  |
| 600    | seiscentos           | sey sẽt                |
| 700    | setecentos           | sεt sẽt                |
| 800    | oitocentos           | oyt sẽt                |
| 900    | novecentos           | nɔv sẽt                |
| 1000   | mil                  | mil                    |

### Numeração ordinal
Enquanto a numeração cardinal é essencial para a língua, a ordinal se mostra em grande desuso. Apenas os três primeiros números são amplamente usados, enquanto os números ordinais de 4 a 6 são raramente vistos, provavelmente adquiridos por conta dos dias da semana em português. Além desses, os outros não são tão registrados na fala de Damão e Diu, porém é comum que adicionem o sufixo -m para indicar número cardinal, como em oytm (oitavo).
| Número ordinal | Escrita em Português | Escrita em Damão e Diu |
| -------------- | -------------------- | ---------------------- |
| 1              | primeiro             | pimer                  |
| 2              | segundo              | sigũd                  |
| 3              | terceiro             | terser                 |
| 4              | quarto               | kwɔrt                  |
| 5              | quinto               | kĩt                    |
| 6              | sexto                | sest                   |

### Algumas outras palavras
| Português      | Damão e Diu    |
| -------------- | -------------- |
| domingo        | dumĩg          |
| segunda-feira  | sigũd          |
| terça-feira    | ters           |
| quarta-feira   | kwɔrt          |
| quinta-feira   | kĩt            |
| sexta-feira    | sest           |
| sábado         | sab(d)         |
| avô            | avo            |
| avó            | avziŋ          |
| menino         | baba, rapaz    |
| menina         | bai, rap(ə)rig |
| irmão          | irmãw          |
| irmã           | irmã           |
| homem          | ɔm             |
| marido         | marid, ɔm      |
| mulher, esposa | muyεr          |
| neto           | nεt            |
| neta           | nitiŋ          |
| pai            | pay            |
| mãe            | mãy            |
| amarelo        | amrεl          |
| azul           | azul           |
| branco         | brãk           |
| laranja        | larãj          |
| preto          | pret           |
| rosa           | (kod) roz      |
| verde          | verd           |
| vermelho       | vεrmey         |
| marrom, café   | kafε           |
| roxo, jamelão  | jamlãw         |
| animal         | animal         |
| inseto         | bix            |
| pássaro        | pas(r)         |
| peixe          | pex            |
| raposa         | adiv           |
| sapo           | mãduk          |
| mosquito       | muskit         |
| porco          | pork           |
| caranguejo     | karẽgej        |
| crocodilo      | crocodile      |
| leão           | lion           |